# L'Accompagnement
L’Accompagnement est une œuvre de René de Ceccatty parue en 1994 aux éditions Gallimard. L’auteur relate les derniers jours de Gilles Barbedette, mort du sida en 1992.

## Commentaires
C’est le point de vue d’une personne accompagnante sur le milieu hospitalier, l’entourage des malades et sur la relation entre le malade et son médecin qui est montré. René de Ceccatty porte un regard lucide sur son ami et ses ultimes exigences. L’ouvrage est publié en 1994, à la fin des années sida, juste avant l’arrivée des traitements qui permettront de faire chuter la mortalité due à la maladie. Le livre a été traduit en espagnol, portugais, italien et hébreu.